# Communauté de communes d'Auzat-Vicdessos
Pour les articles homonymes, voir Vicdessos (homonymie).
La communauté de communes d'Auzat-Vicdessos est une ancienne communauté de communes française, située dans le département de l'Ariège et la région Occitanie frontalière avec l'Andorre. Créée en 2002, elle a fusionné au 1er janvier 2017 avec les intercommunalités du Donezan et des Vallées d’Ax pour former la Communauté de communes de la Haute-Ariège.

## Composition
À sa disparition, la communauté de communes regroupait 10 communes :
| Nom                | Code Insee | Gentilé       | Superficie (km2) | Population (dernière pop. légale) | Densité (hab./km2) |
| ------------------ | ---------- | ------------- | ---------------- | --------------------------------- | ------------------ |
| Auzat (siège)      | 09030      | Auzatois      | 162,74           | 544 (2014)                        | 3,3                |
| Gestiès            | 09134      | Gestiérois    | 27,46            | 22 (2014)                         | 0,8                |
| Goulier            | 09135      | Goulleriens   | 10,22            | 43 (2014)                         | 4,2                |
| Illier-et-Laramade | 09143      | Illiermadois  | 5,02             | 23 (2014)                         | 4,6                |
| Lercoul            | 09162      | Lercolois     | 19,01            | 26 (2014)                         | 1,4                |
| Orus               | 09222      | Orusiens      | 9,12             | 26 (2014)                         | 2,9                |
| Sem                | 09286      | Sémois        | 5,22             | 23 (2014)                         | 4,4                |
| Siguer             | 09295      | Siguerois     | 38,73            | 102 (2014)                        | 2,6                |
| Suc-et-Sentenac    | 09302      | Sucnacois     | 31,69            | 48 (2014)                         | 1,5                |
| Vicdessos          | 09334      | Vicdessosiens | 6,01             | 536 (2014)                        | 89                 |

## Administration
| Période                                  | Période  | Identité         | Étiquette | Qualité                                                  |
| ---------------------------------------- | -------- | ---------------- | --------- | -------------------------------------------------------- |
| 1990                                     | 2014     | Bernard Piquemal | PS        | Maire d'Auzat, conseiller général du canton de Vicdessos |
| 2014                                     | En cours | Jean Magalhaes   |           | Maire de Vicdessos                                       |
| Les données manquantes sont à compléter. |          |                  |           |                                                          |

## Sources
- portail des communes de l'Ariège
- le splaf
- la base aspic